# L'Échelle
L'Échelle is een gemeente in het Franse departement Ardennes (regio Grand Est) en telt 138 inwoners (2021). De plaats maakt deel uit van het arrondissement Charleville-Mézières. Naast L'Échelle bestaat de gemeente ook uit de plaatsen Le Clos Berteau & Maison Fleurie.

## Geografie
De oppervlakte van L'Échelle bedraagt 10,2 km², de bevolkingsdichtheid is 14,3 inwoners per km².
De onderstaande kaart toont de ligging van L'Échelle met de belangrijkste infrastructuur en aangrenzende gemeenten.

## Demografie
Onderstaande figuur toont het verloop van het inwonertal (bron: INSEE-tellingen).
Vanwege een beveiligingsprobleem met de MediaWiki Graph-software is het momenteel niet mogelijk deze grafiek weer te geven. Zodra de software is bijgewerkt zal de grafiek vanzelf weer zichtbaar worden.

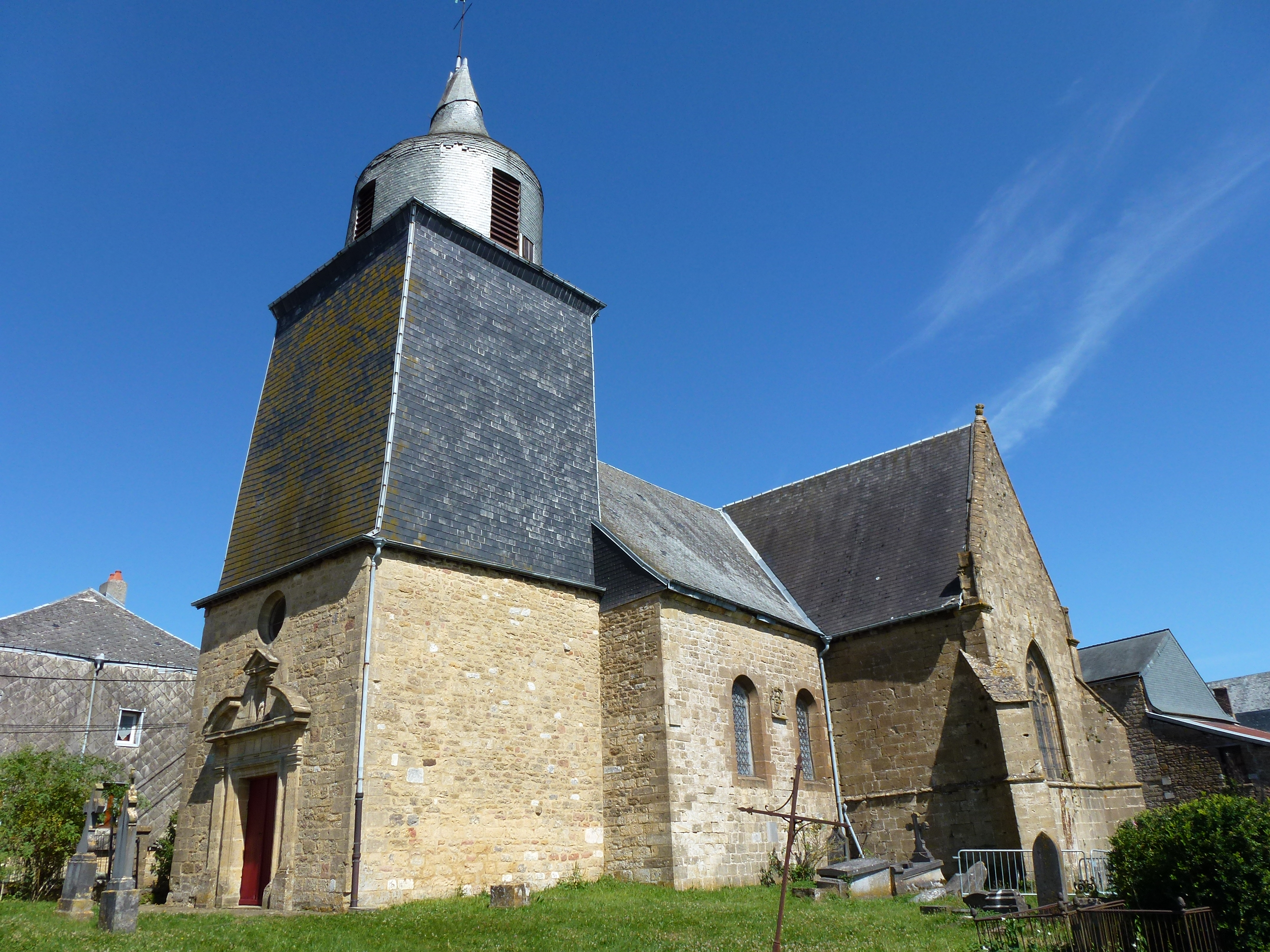
Kerk Saint-Pierre voor - zij
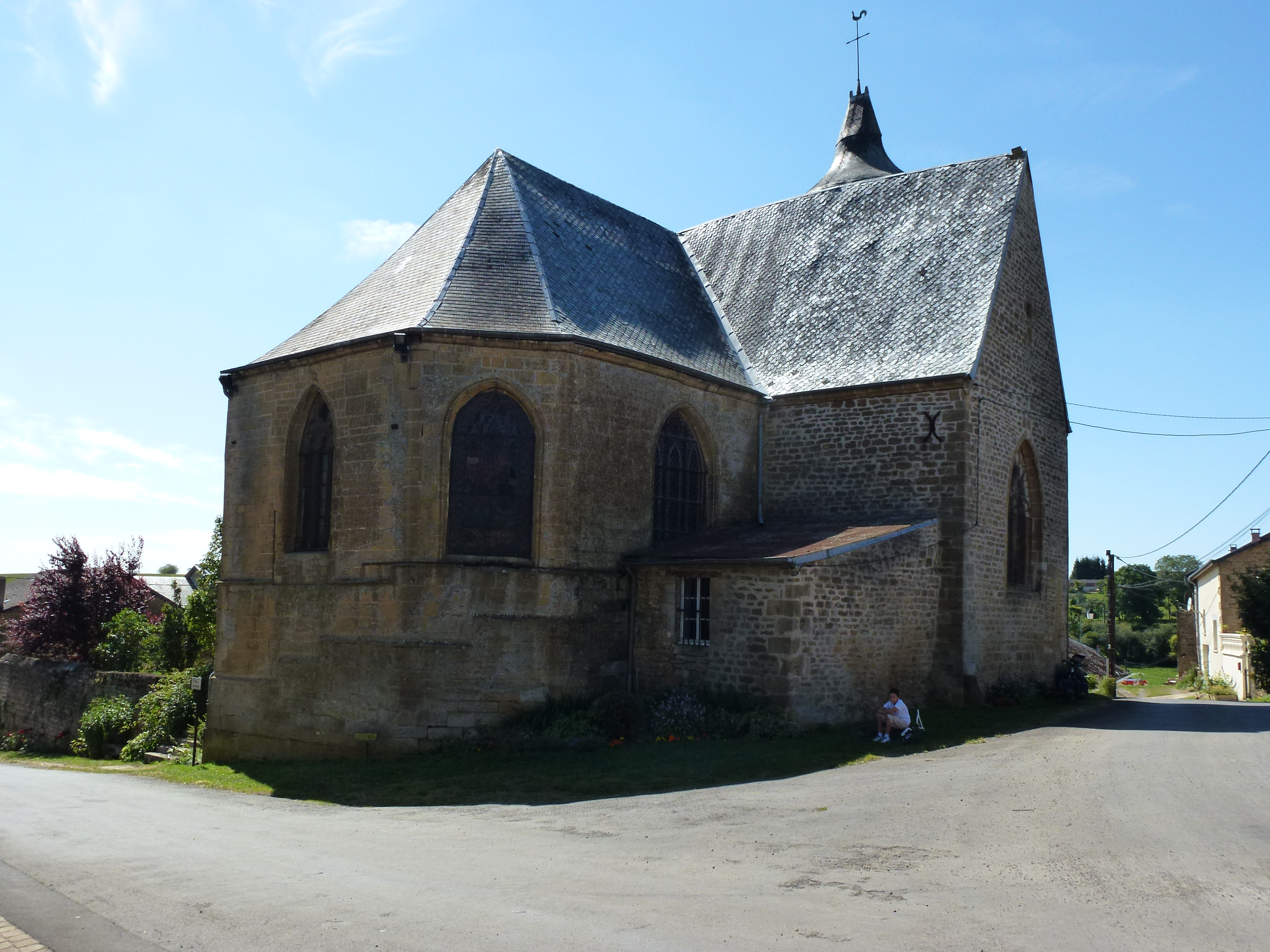
De kerk van achteren
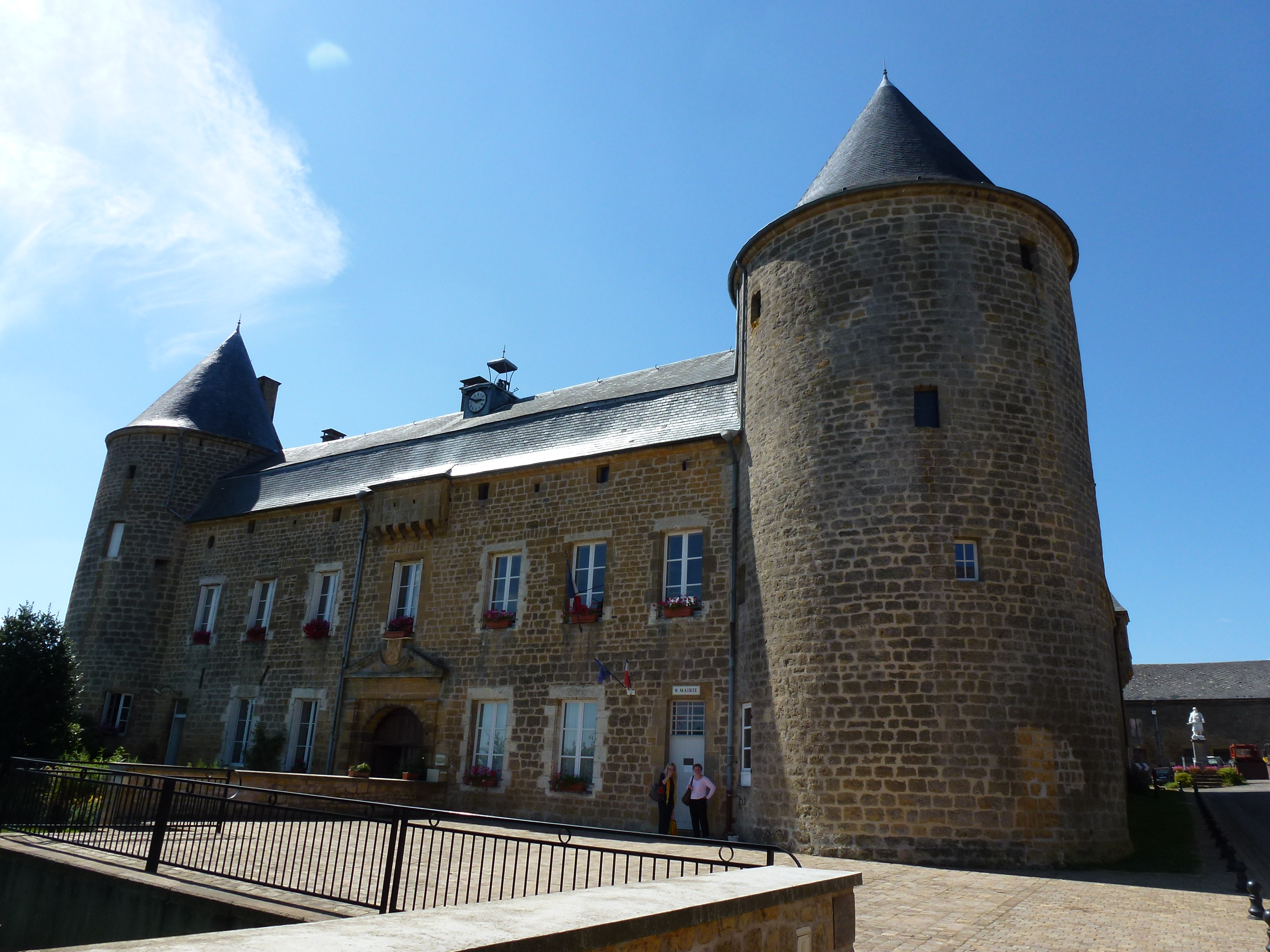
Het kasteel, terraszijde met ingang gemeentehuis
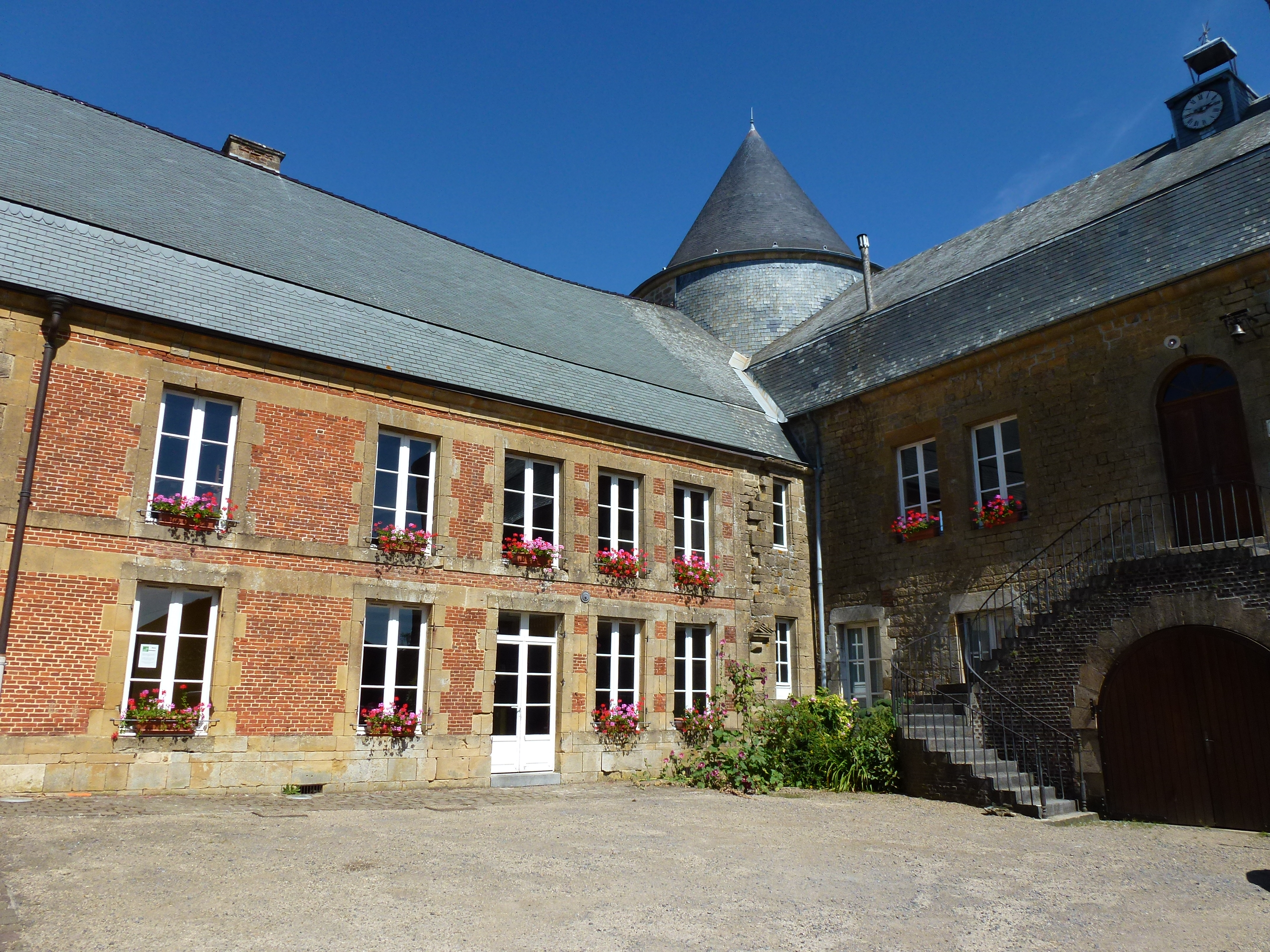
Het kasteel, binnenplaats met ingang museum
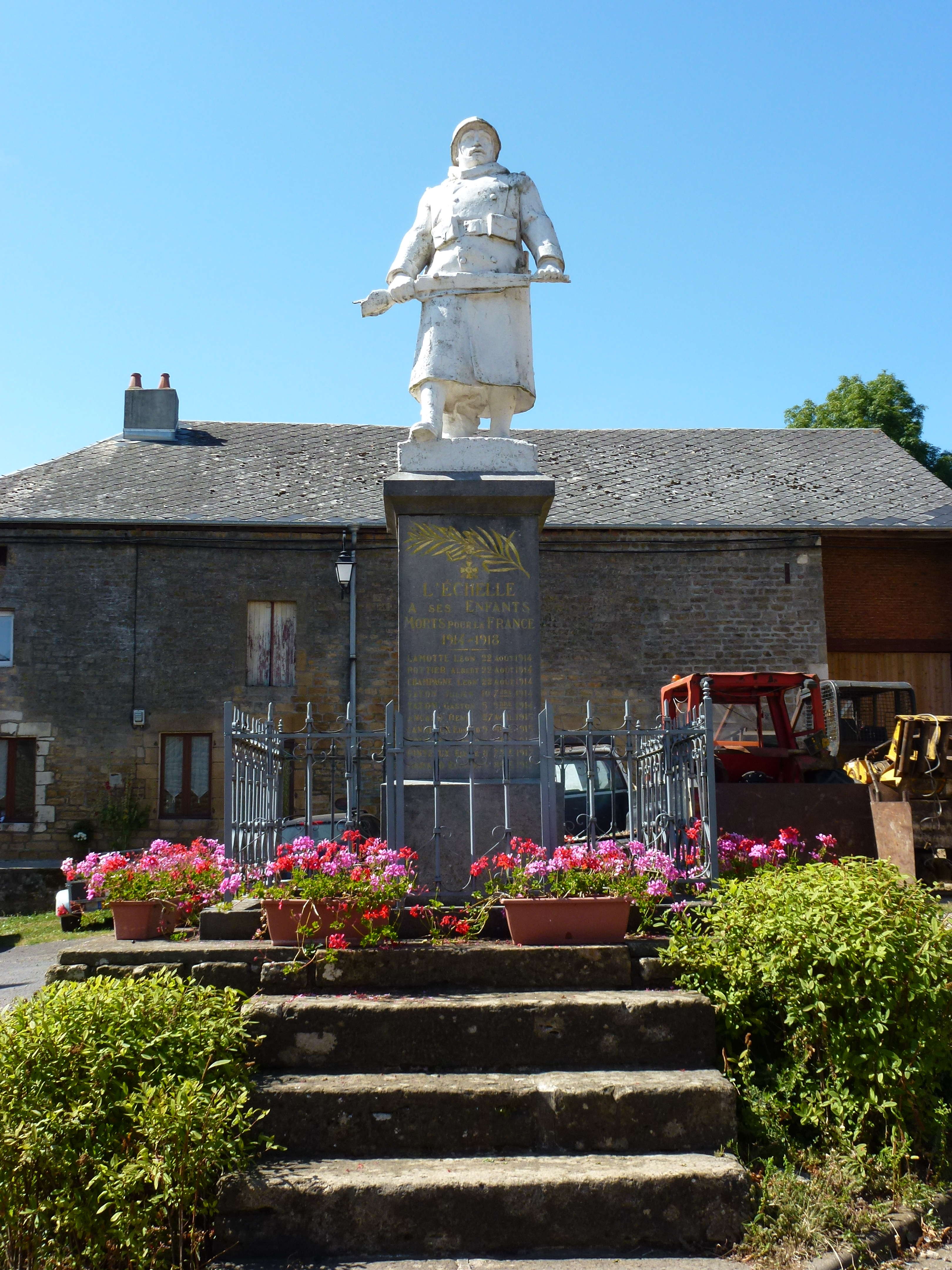
Oorlogsmonument
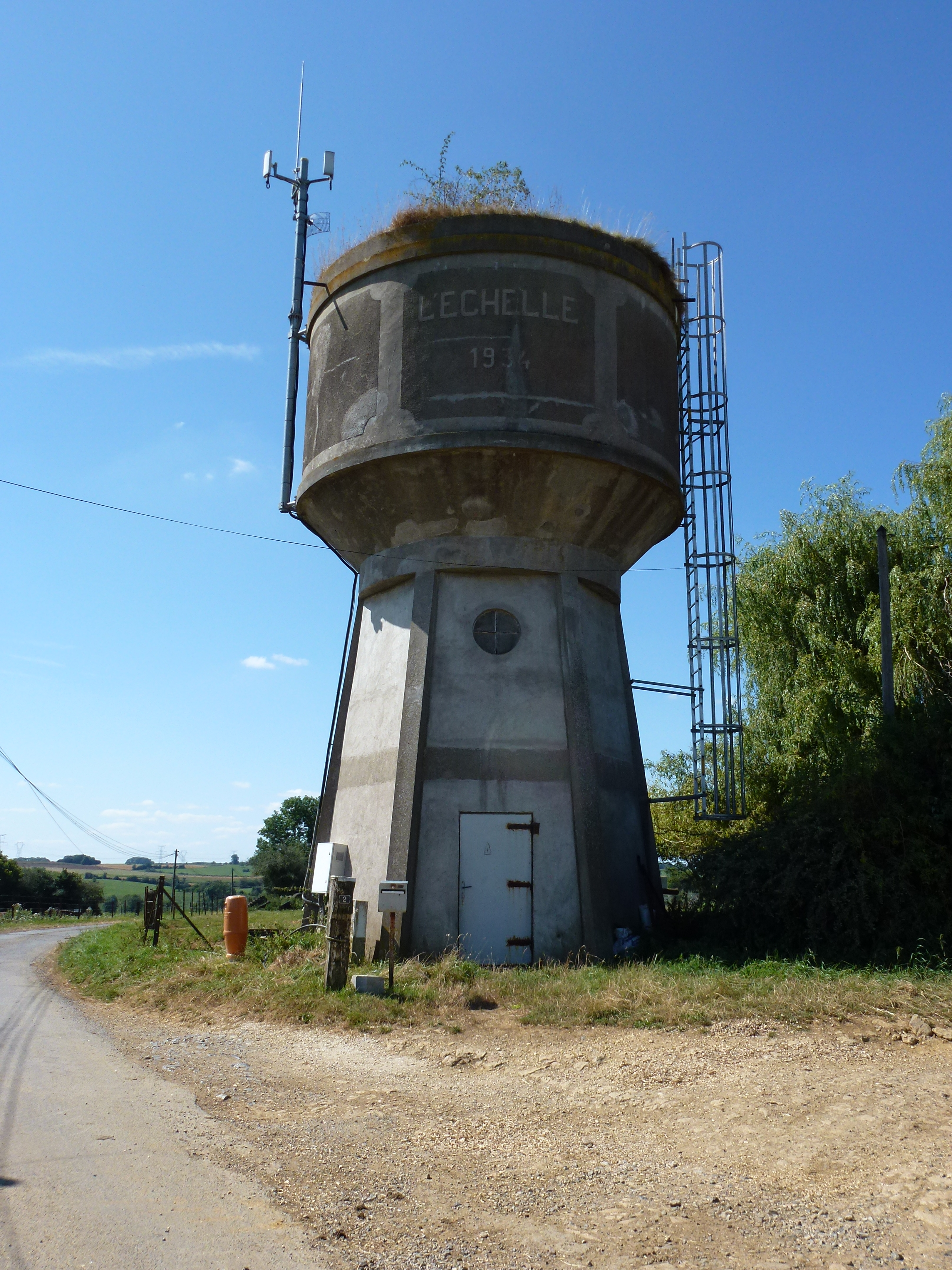
Watertoren